# Дерек Асамоа
Дерек Асамоа е ганайски футболист играч на Локомотив (София). Футболистът притежава и британско гражданство, което му позволява да играе със статут на гражданин от страните в Европейския съюз.
Асамоа започва футболната си кариера във Великобритания. Играе в редица отбори от Втора лига на Англия. През август 2007 г. преминава в ОЖК Ница, където не изиграва нито един мач. След престоя си във Франция, отново се завръща във Великобритания.
През август 2009 г. подписва договор с Локомотив (София).